# Cardenal de collar vermell
El cardenal de collar vermell (Rhodothraupis celaeno) és un ocell cardinàlid endèmic de Mèxic i única espècie del gènere Rhodothraupis Ridgway, 1898, si bé algunes classificacions l'han ubicat al gènere Caryothraustes.
De poc més de 20 cm de longitud, amb dimorfisme sexual. Els mascles són de plomatge negre amb una espècie de «jupetí» vermell brillant que comprèn la part posterior del coll, els flancs del pit i el ventre. En les femelles i els mascles immadurs, un color verdós substitueix el vermell. El bec de tots els individus és negre i gruixut.